# Gropello Cairoli
Gropello Cairoli (lombardul: Grüpél) település Olaszországban, Lombardia régióban, Pavia megyében. Lakosainak száma 4220 fő (2023. január 1.). Gropello Cairoli Garlasco, Zerbolò, Dorno, Villanova d’Ardenghi és Zinasco községekkel határos.

## Népesség
A település lakossága az elmúlt években az alábbi módon változott:
| Lakosok száma | 4551 | 4500 | 4220 |
|               | 2017 | 2018 | 2023 |